# José Gonçalves
Ne pas confondre avec le coureur cycliste José Gonçalves.
José Gonçalves, de son nom complet José Júlio Gomes Gonçalves, né le 17 septembre 1985 à Lisbonne, est un footballeur portugais et suisse d’origine cap-verdienne. Il évolue au poste de défenseur. 
José Gonçalves atteint la gloire lorsque le FC Thoune élimine le Dynamo Kiev et Malmö FF pour se faire une unique apparence en phase de groupes de la Ligue des champions en 2005. Le club impressionne contre Arsenal, l’Ajax et le Sparta Prague et termine finalement troisième dans un groupe compliqué.

## Carrière

### Les débuts
Gonçalves commence sa carrière avec La Sallaz avant de partir pour la section jeune d’Yverdon-Sport FC en 2001, puis au FC Bâle la saison suivante. Il signe au FC Winterthour en 2004 et joue son premier match officiel dans le football suisse à  l'âge de 18 ans.
En 2005, Gonçalves fait un bref passage en Italie, à Venise, avant de signer au FC Thoune, équipe surprise de la Ligue des champions, où il évolue au poste d’arrière gauche. Sa forme impressionnante durant la phase de poule de la Ligue des champions lui vaut de nombreux prétendants, dont Everton, Newcastle, Rangers et Crystal Palace.[réf. souhaitée]

### Heart of Midlothian
En janvier 2006, c’est Heart of Midlothian qui accueille Gonçalves, dans un échange qui l’a vu signer par le propriétaire du FBK Kaunas, Vladimir Romanov, il se fait immédiatement prêter au club d’Édimbourg[réf. nécessaire]. Gonçalves fête ses débuts par une victoire 3 – 0 en Coupe d'Écosse aux dépens d'Aberdeen FC. Après avoir passé 6 mois en dehors des terrains à cause de multiples blessures, il revient contre Dunfermline AFC le 18 octobre.

### Le prêt à Nuremberg
Le 4 juillet 2008, Gonçalves signe un nouveau contrat, mais il est prêté à Nuremberg pour une saison complète avec option d’achat. Nuremberg a la meilleure défense de la 2. Bundesliga et monte en Bundesliga après une victoire 5 – 0 en play-off contre l’Energie Cottbus. La saison de Gonçalves est interrompue par une blessure et le promu allemand décide de ne pas lever l’option d’achat. Il retourne donc à Heart en juin 2009.

### FC Saint-Gall, FC Sion et départ aux États-Unis
Le 16 janvier 2011, Gonçalves signe un contrat de deux ans et demi avec le FC Saint-Gall. Il marque son premier but avec son nouveau club contre le FC Schaffhouse un jour plus tôt. Le 6 février 2011, il fait ses débuts dans le championnat suisse avec le club à l’AFG Arena, il joue défenseur central et perd 4 – 1 contre Grasshopper. Le 3 avril 2011, à son retour d’une suspension d’un match, il marque son premier but du championnat dans un match nul 1 – 1 contre le FC Lucerne au Stade du Gersag. C’est aussi le premier match où il joue et ne perd pas. Le 20 avril 2011, Gonçalves gagne son premier match contre Grasshopper au Letzigrund, 3 – 1. Il joue 17 match et marque 1 but pour son unique saison au club, mais il ne peut pas empêcher la descente du club. Le 10 juin 2011, Gonçalves informe son club qu’il veut utiliser une clause dans son contrat qui lui permet de couper les liens avec le club en cas de relégation, et de quitter le club pour rejoindre le FC Sion 6 mois après son arrivée à Saint-Gall.
Le 3 janvier 2013, il est prêté pour une durée d'un an, avec une option d'achat au Revolution de la Nouvelle-Angleterre. Il est nommé, au terme de la saison régulière, meilleur défenseur de la Major League Soccer.

## Carrière internationale
Il choisit de représenter le Portugal, il est sélectionné deux fois en équipe des moins de 21 ans.